# 昂端
昂端（法語：Andoins）是法国比利牛斯-大西洋省的一个市镇，属于波城区（Pau）莫尔拉阿县（Morlaàs）。该市镇总面积12.22平方公里，2009年时的人口为625人。

## 人口
昂端人口变化图示